# 王幸男
王幸男（1941年6月27日—），臺灣政治人物，生於臺南市玉井區。在臺灣白色恐怖時期，曾以郵包炸彈行刺謝東閔等國民黨官員，而囚禁於綠島。出獄後持續投入黨外運動與臺灣獨立運動，後加入民主進步黨，曾在民進黨內推動「解散派系」運動，獲得黨內通過；但事實上派系依然存在，以致「解散派系」有名無實。

## 早年
王幸男畢業於中華民國陸軍軍官學校專修班，1970年前往美國經商，並且與不少台灣同鄉有所接觸。但是由於目睹中華民國政府的臺灣戒嚴時期白色恐怖與高壓統治，王幸男決定效法前以色列總理梅納罕·比金主持過的「爆炸復國」行動，以暗殺方式向政府發出警訊。1976年10月，王幸男以國語辭典製作成郵包炸彈，將郵包寄給謝東閔（臺灣省政府主席）、李煥（革命實踐研究院主任）與黃杰（中華民國陸軍一級上將、總統府戰略顧問）。其中，寄給謝東閔的郵包在被拆封時爆炸，謝東閔遭炸斷一臂；而李煥當時也收到郵包，炸傷手指，並立即通知各黨政要員，黃杰乃逃過一劫。但因寄送炸彈郵包時，王幸男認為政府應該不至於聰明到去驗郵包上的指紋，所以寄送郵包時並未穿戴手套；事發之後，政府很快的就查到王幸男涉嫌重大，立刻將王幸男的家屬捕入臺灣警備總司令部保安處開始偵訊，並準備以「販毒」或「匪諜案」查辦，以脅迫王幸男回台；故王幸男於1977年返台，入境後被捕。據前民進黨主席施明德所述，王幸男被捕後向情治人員下跪哭求饒恕，隨後並喝滾水，假裝自殺、真求生，並全盤供出台灣獨立建國聯盟的機密換取免死；王幸男則反駁此指控。  隨後王幸男於1977年1月28日遭處無期徒刑，囚禁於綠島。1990年5月5日，王幸男獲得假釋。

## 從政
1992年王幸男開始協助台灣獨立建國聯盟成員與黑名單成員返台，並且於1993年陳唐山參選台南縣長時出任其競選總部總幹事。陳唐山當選台南縣長後，王幸男出任台南縣政府機要秘書。1998年王幸男代表民進黨於台南縣選區參選立法委員當選，並且於2001年轉戰台南市選區當選，2004年連任。目前王幸男也是臺灣人文化基金會董事長，同時從事動物保護工作，協助籌辦台南縣關懷流浪動物協會。
2000年12月1日，王幸男等人在立法院召開「立院塑身」記者會，推動立委席次減半運動。

## 政策與立場
- 2007年12月3日，時任民進黨立法院黨團書記長的王幸男和民進黨立法院黨團幹事長王拓等人連署提出《二二八事件及戒嚴時期政府違法責任追究特別條例草案》，其中第四條明定刑事責任不適用《中華民國刑法》追訴權時效消滅之規定，即便被告死亡，該條例所為之訴追、審判程序不因而停止，應命被告之配偶、直系或旁系三親等內血親「續行程序」，代為行使被告訴訟法上之權利與義務，包括忍受義務（拘提、羈押、逮捕等等）、到場義務（出庭）及對質義務。此案引起輿論對於「由子孫親人承受訴訟是否恰當」之討論與爭議。

## 言論及爭議
- 2004年3月16日上午，「連戰、宋楚瑜台南市競選總部」青年軍在「東菜市場」拜票，遭王幸男所率隊的助選員毆打。事後，王幸男表示：「看那個手勢是輕微帶過去，真正打不是那種打法。就輕輕這麼一揮，那不能算是打，這樣解釋太過頭。」

- 泛藍陣營認為2004年319枪击案事件係泛綠自導自演，並曾点名王幸男为主要策划者[來源請求]，但王幸男否認。

- 2006年7月23日，民進黨第十二屆全國黨代表大會，王幸男提出「解散派系」提案，在出席的279位黨代表中獲得153票贊成票，以過半票數通過。除了將禁止以派系名義設辦公室、招募會員、對外募款，也規定黨內公職人員不得加入派系。解散派系的配套措施，將送交下次全代會議決。日日春關懷互助協會到民進黨全代會會場，抗議王幸男與林重謨都把黨內派系比喻為公娼，尤其抗議王幸男在全代會說「解散派系」就像「廢公娼」一樣。前台北市公娼自救會會長官秀琴高喊「公娼比民進黨下流政客高貴一千倍，公娼比廢娼的陳水扁高貴一萬倍」，要求民進黨道歉[5][6]。民進黨中央黨部派代表道歉，被公娼罵：「以你們的派系來比公娼，我呸！」[7]

- 在2006年底的百萬人民倒扁運動時，王幸男曾大力批評施明德等人的行為。[來源請求]

- 2007年6月14日，民進黨立法委員陳金德無預警提出74位立法委員連署的對行政院長蘇貞昌的不信任案，俾使立法院解散；民進黨立法院黨團拒絕讓陳金德在黨團舉行記者會，時任黨團幹事長的王幸男至陳金德記者會會場大罵陳金德，揚言將陳金德送黨紀處分。王幸男批評，2007年度中央政府總預算案已進入協調後的程序，陳金德提該案是不尊重簽字的人；王幸男與同黨立法委員聯繫撤簽，使陳金德同意撤回該案。

- 2011年1月7日，《自由時報》記者曾韋禎在其樂多日誌部落格指控，本日早上，他去民進黨立法院黨團辦公室採訪，王幸男突然當場怒罵他「這位寫部落格罵黨籍立委的記者不應在此出現」，他反駁稱他對王幸男的質疑都有憑有據、王幸男可以提告，王幸男卻罵「我幹嘛提告？我就是要以黨團成員的身分不歡迎你」，他回罵「你憑什麼？你去黨團提決議啊？我就是得在此採訪」，王幸男當場辱罵他「不要臉」[8]。王幸男無回應。

- 2011年6月22日，王幸男向民進黨全國不分區立法委員提名委員會遞交檢舉信，指控不分區立委候選人柯建銘6大爭議：擔任民進黨立法院黨團總召集人8年，卻經常是打麻將賭一底新台幣20萬元、支票跳票、甚至穿拖鞋與短褲召集部會首長下達指示，形象負面，卻在蔡英文民進黨主席任內仍備受任用；能在七百坪豪宅周圍種植數株樹齡百年、非常珍貴的七里香，與其涉嫌花蓮縣榮豐礦業三棧礦場盜賣砂石關說案有關；擔任民進黨立法院黨團總召集人，卻還能與竹聯幫大老暨中華統一促進黨總裁張安樂進行牌局和飯局；曾藉為陳水扁募款之名，命令交出公共工程審查委員名單及指定得標廠商；訴訟纏身，卻被蔡英文指定為民進黨代理主席；身為民進黨重要人士，卻從未出席護主權遊行。2011年6月29日，民進黨公布不分區立委名單，中央黨部完全沒有回應此檢舉信[9]。

- 2011年7月5日晚間，王幸男在民視新聞台政論節目《頭家來開講》說，他曾對蔡英文說，他沒有要參選不分區立委，但如果他要參選，他只想與柯建銘互比，柯建銘有「娶細姨」（娶小老婆）、有「開查某」（嫖妓）、有賭博，他不知道自己哪一點比柯建銘不好；他指控柯建銘的事項都需要負法律責任，他已經對柯建銘很客氣了；民進黨不分區立委提名委員會委員都是社會賢達，中央黨部不能拖他們來替黨背書。王幸男還說，民進黨不分區立委名單排除公媽派，意味要「世代交替」，但在他看來，所謂的「世代交替」不過就是被派系所控制，中央黨部沒有中心思想、也沒有選舉策略；距離2012年大選還有一段時間，蔡英文應該趕快“把垃圾掃一掃”，否則民進黨可能被對方發現“民進黨靠蔡英文鍍金，但是一挖開來，沒想到裡面破銅爛鐵什麼都有”[10]。

- 2011年7月12日，王幸男挑扁擔將兩大箱資料送到民進黨中央黨部檢舉柯建銘，他說，這些都是柯建銘的罪狀，希望柯建銘自行了斷，「否則還有更多，講出來會動搖黨本」；柯建銘則舉辦記者會，點名蔡同榮是事件主導者，「蔡同榮與王幸男在不分區提名過程中，威脅黨中央：如果不提名他們，而提名我的話，就會有大動作」。民進黨副秘書長洪耀福出面收下王幸男的檢舉資料，王幸男說，洪耀福對他說已完成掛號手續，明天（本月13日）由中執委討論是否會變成提案；王幸男揚言，如果柯建銘不比照全國工人總工會理事長鄭素華自動請辭，中央黨部要展開調查，他會提更多證據、也會造成更多傷害。

- 2012年1月26日，王幸男發表聲明籲請柯建銘退出民進黨立法院黨團總召集人選舉，他說，本年立委選舉期間他只能隱忍自己指控柯建銘之案件遭民進黨中央黨部擱置一事，現在立委選舉已結束，他呼籲中央黨部應有具體作為，立法院黨團有萬年總召集人是民進黨的墮落，讓社會觀感不佳的人擔任立法院黨團總召集人更是民進黨的羞恥。

- 2012年2月22日，王幸男在《自由時報》刊登半版廣告〈清黨救台灣，民主大進步〉，他說，2008年大選與2012年大選的結果都是民進黨敗選，證明台灣人民「厭惡貪腐」更甚於「唾棄無能」，民進黨敗在貪腐的陰影、以及不能讓選民感受「安心」與「能力」；蔡英文在2012年大選正式啟動就犯下大錯，民進黨不分區立委名單被派系把持、分贓，備受輿論批評與詬病，也令人質疑蔡英文的領導能力；日前民進黨立法院黨團總召集人選舉，年輕且形象清新的黨團成員如李應元、許添財、潘孟安、管碧玲、葉宜津等人原本有機會出任總召集人，最後仍在新潮流系與蔡英文運作下再度協調由柯建銘續任，「有萬年總召，是民進黨的墮落」；民進黨現在要檢討敗選、推動黨內大改革之際，應該清黨，「否則如何自許為民主、清廉、進步的政黨」[11]。同日，柯建銘批評，王幸男所指涉的事件全是黨內惡鬥，他將控告王幸男與任何引述該廣告的人；王幸男回批，他說的都是事實，如果柯建銘真要告他，他將提出資料向最高法院檢察署特別偵查組舉發[12]。

- 2013年10月15日，王幸男說，柯建銘的恩怨情仇太多，在立法院內光是應付個人利益就無暇處理民進黨全黨利益；如果民進黨繼續讓這個「萬年總召」主導立法院黨團，不盡速進行新陳代謝，這是民進黨的墮落。

- 2015年3月10日，王幸男投書《台灣蘋果日報》即時新聞，指控2012年高雄市第九選舉區立委選舉投票前幾天，執意參選的陳致中發布假民調宣稱自己的支持度已經超過民進黨提名的郭玟成，誤導選民集中選票投給陳致中，導致陳致中與郭玟成都落選；他並批評，「當年吳淑珍將大筆支持者捐獻東藏西藏、或陳致中配合母親提供海外帳戶的行為，未嘗沒有私心自用愧對支持者之處，甚至差點葬送整個民進黨，但綠營支持者至今仍未等到他們的公開道歉」[13]。

## 選舉紀錄

### 2004年立法委員選舉
| 2004年臺南市選舉區立法委員選舉結果 | 2004年臺南市選舉區立法委員選舉結果 | 2004年臺南市選舉區立法委員選舉結果 | 2004年臺南市選舉區立法委員選舉結果 | 2004年臺南市選舉區立法委員選舉結果 | 2004年臺南市選舉區立法委員選舉結果 | 2004年臺南市選舉區立法委員選舉結果 |
| 應選6席                            | 應選6席                            | 應選6席                            | 應選6席                            | 應選6席                            | 應選6席                            | 應選6席                            |
| 號次                               | 候選人                             | 政黨                               | 得票數                             | 得票率                             | 當選標記                           |                                    |
| ---------------------------------- | ---------------------------------- | ---------------------------------- | ---------------------------------- | ---------------------------------- | ---------------------------------- | ---------------------------------- |
| 1                                  | 王昱婷                             | 中國國民黨                         | 49,261                             | 15.54%                             |                                    |                                    |
| 2                                  | 王幸男                             | 民主進步黨                         | 33,833                             | 10.68%                             |                                    |                                    |
| 3                                  | 錢林慧君                           | 台灣團結聯盟                       | 32,966                             | 10.40%                             |                                    |                                    |
| 4                                  | 曾文宏                             | 無黨籍                             | 192                                | 0.06%                              |                                    |                                    |
| 5                                  | 高思博                             | 親民黨                             | 44,004                             | 13.89%                             |                                    |                                    |
| 6                                  | 梁聰榮                             | 無黨籍                             | 471                                | 0.15%                              |                                    |                                    |
| 7                                  | 林南生                             | 中國國民黨                         | 36,930                             | 11.65%                             |                                    |                                    |
| 8                                  | 唐碧娥                             | 民主進步黨                         | 51,422                             | 16.23%                             |                                    |                                    |
| 9                                  | 施治明                             | 無黨團結聯盟                       | 14,093                             | 4.45%                              |                                    |                                    |
| 10                                 | 蘇南成                             | 無黨籍                             | 7,249                              | 2.29%                              |                                    |                                    |
| 11                                 | 賴清德                             | 民主進步黨                         | 45,997                             | 14.51%                             |                                    |                                    |
| 12                                 | 林聯輝                             | 無黨籍                             | 477                                | 0.15%                              |                                    |                                    |

## 其他

### 第七屆立法委員任期出席紀錄
2008年2/1~3/26院會應出席15次，委員會應出席19次，總計34次，缺席20次。
2008年4/1~4/30院會應出席4次，委員會應出席13次，總計17次，缺席1次。
資料來源:公民監督國會聯盟監督國會周報第五、十五期。https://web.archive.org/web/20180724032412/http://www.ccw.org.tw/

## 外部連結
- 王幸男郵包爆炸案（臺獨聯盟網站）
- 線上大國民 Mighty People Online - 立法委員資料 – 王幸男